# Matrice densité
En physique quantique, la matrice densité, souvent représentée par {\displaystyle \rho }, est un objet mathématique introduit par le mathématicien et physicien John von Neumann permettant de décrire l'état d'un système physique. Elle constitue une généralisation de la formulation d'un état physique à l'aide d'un ket {\displaystyle \left|\psi (t)\right\rangle }, en permettant de décrire des états plus généraux, appelés mélanges statistiques, que la précédente formulation ne permettait pas de décrire. 
Les mélanges statistiques sont utilisés pour décrire des ensembles statistiques constitués de différentes préparations possibles du système, par exemple, un système à l'équilibre thermique à température non nulle ou un système où la préparation de l'état implique des mécanismes aléatoires. Ils doivent également être utilisés pour décrire l'état d'un sous-système quand le système total comprend plusieurs sous-systèmes intriqués, même si l'état du système total est pur. Ce formalisme est aussi l'outil principal de la théorie de la décohérence.
La matrice densité est une représentation de l'opérateur de densité pour un choix de base donné. En pratique, la distinction entre les deux est souvent négligée.
Elle résume en une seule matrice tout l'ensemble possible des états quantiques d'un système physique donné à un instant donné, mariant ainsi mécanique quantique et physique statistique. À l'instar de la formulation à l'aide d'un ket, toutes les propriétés du système (valeurs espérées des observables) peuvent être extraites à partir de cette matrice.

## Définition

### Cas pur
Tout état qui pouvait être décrit par un vecteur d'état normé {\displaystyle |\psi \rangle }, est maintenant décrit par l'opérateur {\displaystyle {\hat {\rho }}=\left|\psi \right\rangle \left\langle \psi \right|}.
Dans une base orthonormée {\displaystyle \left\{\left|u_{n}\right\rangle \right\}} de l'espace des états, cet opérateur est représenté par la matrice densité dont les éléments sont :
{\displaystyle \rho _{p,n}=\left\langle u_{p}\mid {\hat {\rho }}\mid u_{n}\right\rangle =\left\langle u_{p}\mid \psi \right\rangle \left\langle \psi \mid u_{n}\right\rangle =c_{n}^{*}c_{p}}
où les {\displaystyle c_{n}=\left\langle u_{n}\mid \psi \right\rangle } sont les coefficients de {\displaystyle |\psi \rangle } dans la base {\displaystyle \left\{\left|u_{n}\right\rangle \right\}}. Ces coefficients sont tels que :
{\displaystyle \left|\psi \right\rangle =\sum _{n}{c_{n}\left|u_{n}\right\rangle }{\text{ et }}\sum _{n}|c_{n}|^{2}=1}
On peut alors réécrire l'opérateur de densité comme :
{\displaystyle {\hat {\rho }}=|\psi \rangle \langle \psi |=\sum _{n,p}c_{n}^{*}c_{p}|u_{p}\rangle \langle u_{n}|}
Cette nouvelle formulation est parfaitement identique à la précédente. On dit que les matrices densités obtenues de la sorte sont pures car elles peuvent être obtenues à partir d'un vecteur d'état et vice versa.

### Mélange statistique
Les matrices densité sont aussi capables de représenter des états que la formulation par le biais des vecteurs d'états était incapable de décrire. 
Pour un mélange statistique, l'opérateur densité est une combinaison convexe d'états purs
{\displaystyle {\hat {\rho }}=\sum _{i}p_{i}\left|\psi _{i}\right\rangle \left\langle \psi _{i}\right|}
où les {\displaystyle p_{i}} sont des coefficients positifs dont la somme est 1, c'est-à-dire que {\displaystyle p_{i}\geqslant 0} et {\displaystyle \forall i\sum _{i}p_{i}=1}.
Ainsi, {\displaystyle p_{i}} est la probabilité que cet état se trouve dans l'état pur {\displaystyle \left|\psi _{i}\right\rangle \left\langle \psi _{i}\right|}.
L'on voit aisément qu'il est parfois impossible de réécrire {\displaystyle {\hat {\rho }}_{p,n}=|\psi \rangle \langle \psi |} où {\displaystyle |\psi \rangle } serait le vecteur d'état associé. On appelle un tel état un mélange statistique.
Dans une base orthonormée {\displaystyle \left\{\left|u_{n}\right\rangle \right\}} de l'espace des états, on peut montrer que cet opérateur est représenté par la matrice densité dont les éléments sont :
{\displaystyle \rho _{p,n}=\left\langle u_{p}\mid {\hat {\rho }}\mid u_{n}\right\rangle =\left\langle u_{p}\right|\left(\sum _{i}p_{i}\left|\psi _{i}\right\rangle \left\langle \psi _{i}\right|\right)\left|u_{n}\right\rangle =\sum _{i}p_{i}\left\langle u_{p}\mid \psi _{i}\right\rangle \left\langle \psi _{i}\mid u_{n}\right\rangle =\sum _{i}p_{i}c_{n}^{(i)*}c_{p}^{(i)}}
où les {\displaystyle c_{n}^{(i)}=\left\langle u_{n}\mid \psi _{i}\right\rangle } sont les coefficients de {\displaystyle |\psi _{i}\rangle } dans la base {\displaystyle \left\{\left|u_{n}\right\rangle \right\}}. Ces coefficients sont tels que :
{\displaystyle \left|\psi _{i}\right\rangle =\sum _{n}{c_{n}^{(i)}\left|u_{n}\right\rangle }{\text{ et }}\sum _{n}|c_{n}^{(i)}|^{2}=1}
On peut alors écrire l'opérateur de densité dans cette base comme :
{\displaystyle {\hat {\rho }}=\sum _{n,p}\rho _{p,n}|u_{p}\rangle \langle u_{n}|=\sum _{n,p,i}p_{i}c_{n}^{(i)*}c_{p}^{(i)}|u_{p}\rangle \langle u_{n}|}
L'aspect statistique introduit ici est de deux natures, l'une classique et l'autre quantique :
1. classique : dû à l'estimation du ket par une distribution statistique des différents kets possibles,
2. quantique : incertitude quantique fondamentale même si le système est parfaitement déterminé.

## Propriétés
La matrice obtenue a les propriétés suivantes :
- Elle est hermitienne, {\displaystyle {\hat {\rho }}={\hat {\rho }}^{\dagger }}, elle peut donc être diagonalisée, et ses valeurs propres sont positives.
- Sa trace est égale à 1, {\displaystyle Tr({\hat {\rho }})=1}, conservation de la probabilité totale.
- Elle doit être positive.
- Dans le cas d'un état pur, l'opérateur densité est alors un projecteur : {\displaystyle {\hat {\rho }}^{2}={\hat {\rho }}}.
- {\displaystyle Tr(\rho ^{2})\leq 1}, avec égalité si et seulement si le système physique est dans un état pur (c'est-à-dire que tous les {\displaystyle p_{i}} sont nuls sauf un).

### Valeur moyenne
On peut calculer la valeur moyenne d'une observable A à partir de la formule :
{\displaystyle \langle {\hat {A}}\rangle =\langle \Psi |{\hat {A}}|\Psi \rangle =\mathrm {Tr} ({\hat {A}}{\hat {\rho }})=\mathrm {Tr} ({\hat {\rho }}{\hat {A}})}
avec {\displaystyle {\hat {\rho }}=\sum _{i}^{N}p_{i}{\hat {\rho }}_{i}} est la matrice densité d'un mélange statistique d'états.

### Évolution avec le temps
L'évolution temporelle du vecteur d'état est donné par l'équation de Schrödinger dépendante du temps :
{\displaystyle {\hat {H}}\left|\Psi (t)\right\rangle =i\hbar {d \over dt}\left|\Psi (t)\right\rangle }
En termes de la matrice densité, on a l'équation de Liouville-Von Neumann:
{\displaystyle [{\hat {H}},{\hat {\rho }}]=i\hbar {d \over dt}{\hat {\rho }}}

## Lien avec l'entropie
Enfin, on peut définir l'entropie de Von Neumann :
{\displaystyle S=-k_{B}\mathrm {Tr} ({\hat {\rho }}\ln({\hat {\rho }}))}
où {\displaystyle k_{B}} est la constante de Boltzmann.
L'entropie d'un état pur est nulle, car il n'y a aucune incertitude sur l'état du système. On peut aussi trouver une base où la matrice est diagonale, avec des 0, et un 1 sur la diagonale, ce qui donne bien une entropie égale à 0.

## Matrice densité dans l'espace des phases
La matrice densité qui décrit l'état d'un système quantique dans l'espace des positions peut être exprimée dans l'espace des phases, ce qui place les variables de position et d'impulsion sur un pied d'égalité. Ceci peut être obtenu par des transformations algébriques dont la plus connue est la transformée de Wigner , qui définit une distribution {\displaystyle W(x,p)} pour un état décrit par une fonction d'onde {\displaystyle \psi (x)} : 
{\displaystyle W(x,p)~{\stackrel {\text{def}}{=}}~{\frac {1}{\pi \hbar }}\int _{-\infty }^{\infty }\psi ^{*}(x+y)\psi (x-y)e^{2ipy/\hbar }\,dy,}
De manière analogue à l'équation de Liouville-Neumann, l'évolution au cours du temps de la distribution  est :
{\displaystyle {\frac {\partial W}{\partial t}}=-\{\{W,H\}\}=-{\frac {2}{\hbar }}W\sin \left({\frac {\hbar }{2}}({\overset {_{\gets }}{\partial }}_{x}{\vec {\partial }}_{p}-{\overset {_{\gets }}{\partial }}_{p}{\vec {\partial }}_{x})\right);}
où {{ , }} est le crochet de Moyal : transformée de Wigner du commutateur quantique.
L'intérêt de la formulation de la densité quantique dans l'espace des phases est son lien avec la mécanique classique hamiltonienne. Le développement de l'expression ci-dessus en puissance de {\displaystyle {\hbar }} permet d'expliciter les aspects purement quantiques ; l'ordre 0 du développement correspondant à la limite classique.